# Liste von Persönlichkeiten aus Monteggio
Diese Liste enthält in Monteggio geborene Persönlichkeiten und solche, die in Monteggio ihren Wirkungskreis hatten, ohne dort geboren zu sein. Die Liste erhebt keinen Anspruch auf Vollständigkeit.

## Persönlichkeiten
(Sortierung nach Geburtsjahr)
- Giacomo Pellandella (* um 1700 in Pirla Fraktion der Gemeinde Monteggio; † vor 1750 ebenda), Maler[1]
- Giovanni Antonio Comisetti (* 1805 in Brusata di Monteggio; † 1873 ebenda), Arzt,[2]

- Familie Donati aus Astano[3]
  - Giacomo Donati (* 11. März 1819 in der Fraktion Molinazzo di Monteggio; † 5. Mai 1876 in Astano), Künstler, Ausbildung zum Maler an der Accademia di Belle Arti di Brera in Mailand, dann in Rom. Als Zeichenlehrer in Lugano schuf er Porträts, Wanddekorationen in Sakralbauten in Lugano (heute verschwunden) und in der russisch-orthodoxen Kirche in Genf (1863); er war Tessiner Grossrat[4][5]
  - Giuseppe Donati (* 1858 in Molinazzo di Monteggio; † 1929 ebenda), Maler, Dozent[6][7]
  - Ugo Donati (1891–1967), aus Astano, Altertumsforscher, Kunstkritiker, Antiquar, Autor, er entdeckte und veröffentlichte das Testament Francesco Borrominis

- Familie Ramponi[8]

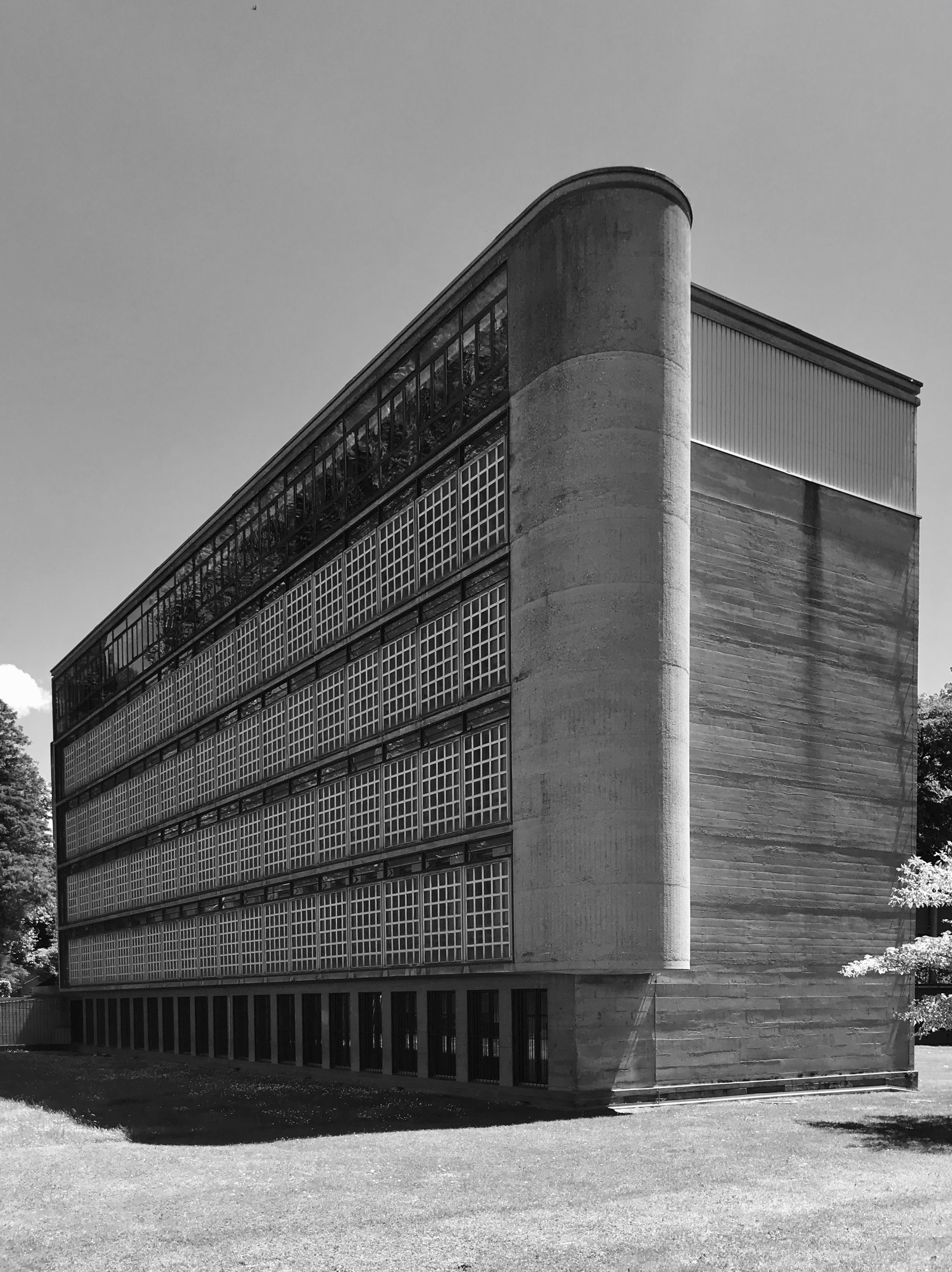
Rino Tami: Kantonsbibliothek Tessin, Lugano

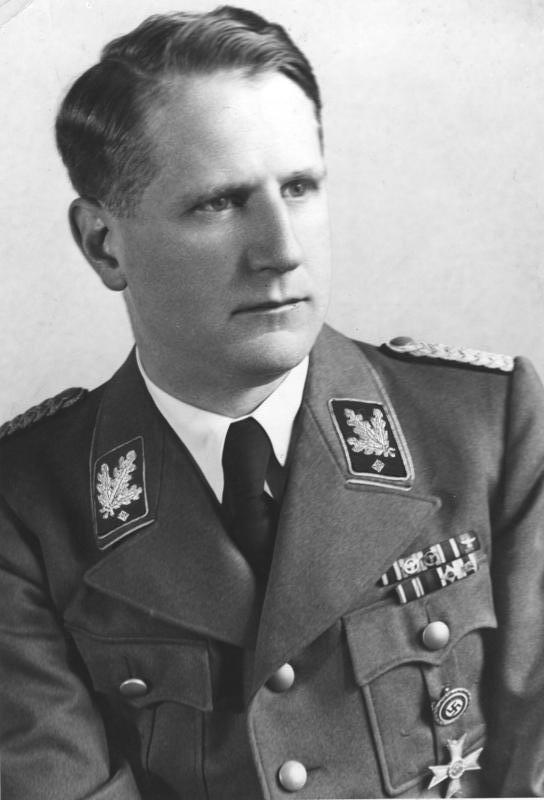
Leonardo Conti (1944/45)

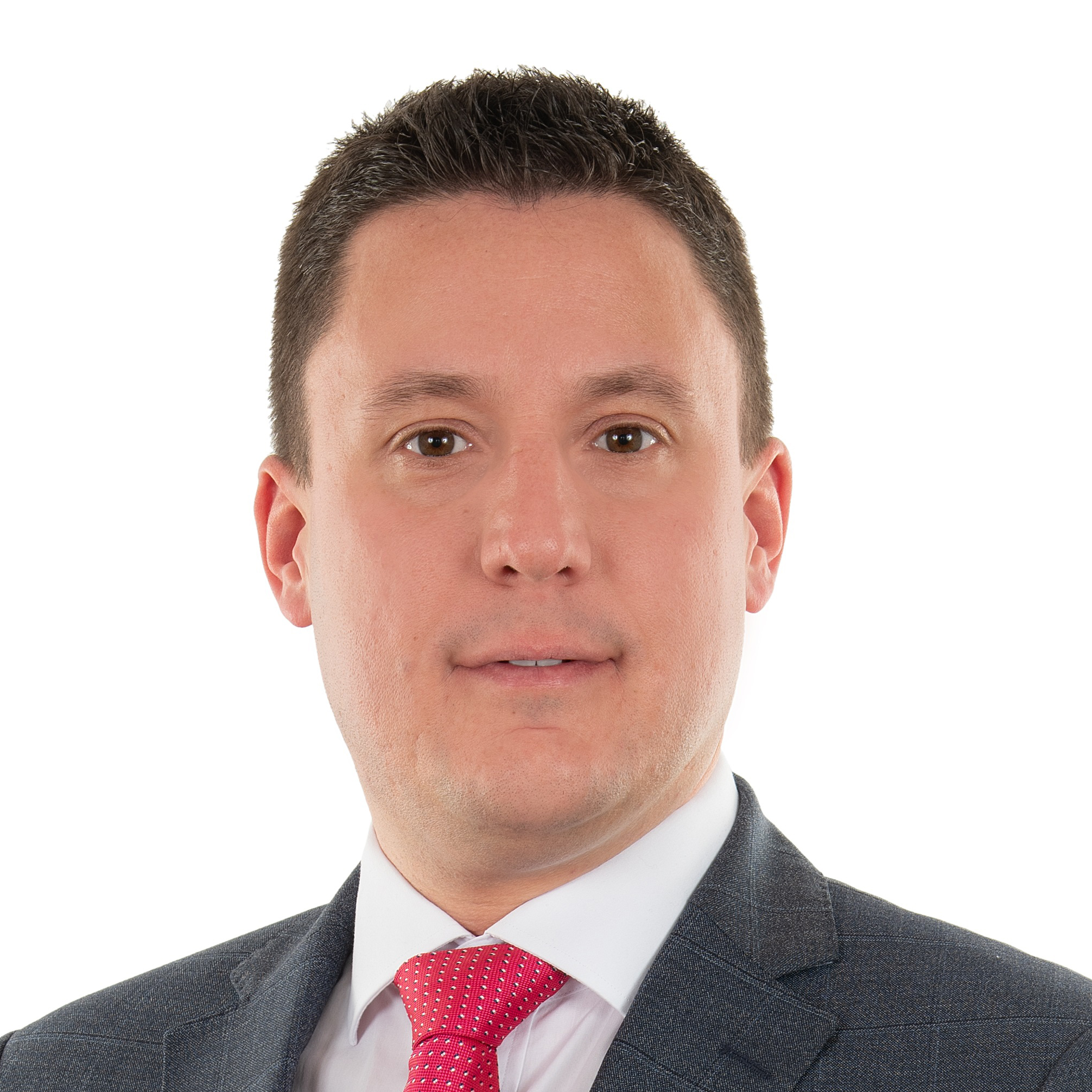
Piero Marchesi (2019)

  - Carlo Ramponi (* um  in Castello di Monteggio; † 2. August 1898 ebenda), Enkel des Ferdinando, Maler, besorgte in Lyon und Umgebung die Ausschmückung verschiedener Kirchen und Kapellen; Politiker, Mitglied des Grossen Rats[8]
  - Luigi Ramponi (* 1840 in Monteggio; † 1908 in Russland ?), Bruder des Carlo, Ingenieur und Architekt, zog 1862 nach Russland, arbeitete am Bau der Eisenbahnlinie St. Petersburg-Moskau, baute das Hippodrom, ein Theater für die Prinzessin Sergius in Moskau. Architekt des Denkmals Alexander II. (Russland) im Kreml, Architekt des Alexander III. (Russland) und Nikolaus II. (Russland), Ritter des St. Stanislaus-Ordens[8][9]
  - Ferdinando Ramponi (* 1884 in Castello di Monteggio; † 1915 ebenda), Maler, Bildhauer[10]

- Filomena Gagliardi-Ferrari (* 1835 in Monteggio; † 1915 in Millesimo), Braut von Carlo Ferrari, Unternehmerin, wohnte teilweise in Monteggio[11][12]

- Ernesto Bocchetti (* 1869 in Castello di Monteggio; † in Padua ?), Bildhauer, tätig in Padua, schuf plastische Dekorationen von Gebäuden und Büsten[13]
- Carlo Tami (1898–1993), Schweizer Architekt[14][15]
- Léo Maillet (1902–1990), deutsch-schweizerischer Maler
- Rino Tami (1908–1994), Architekt
- Silvio Conti (1899–1938), schweizerdeutscher Jurist und Staatsbeamter
- Leonardo Conti (1900–1945), Arzt, SS-Armeegeneral
- Leandro Manfrini (* 11. März 1932 in Monteggio; † 14. Januar 2016 in Lugano), Journalist, Fernsehregisseur[16][17]
- Adelio Galeazzi (* 1937 ? in Monteggio), Lokalhistoriker aus Sessa TI, Publizist und Autor[18]
- Piero Marchesi (* 1981), Politiker, Mitglied des Nationalrates für den Kanton Tessin.